# El Escobonal
El Escobonal es una de las entidades de población que conforman el municipio de Güímar, en la provincia de Santa Cruz de Tenerife ―Canarias, España―.
El Escobonal fue tradicionalmente una entidad de cierta importancia en el sur de Tenerife, pese a no ser un casco municipal. En 1950 era por el número de habitantes la tercera localidad en importancia, tras Güímar y Arafo, de toda la vertiente meridional de la isla.
Fiestas:
El Escobonal celebra sus fiestas patronales en honor a San José, en el mes de marzo por la onomástica de su patrón, el fin de semana más cercano al día 19 y en el mes agosto sus principales fiestas, en la que destacan sus números actos culturales, verbenas, eucaristías del día principal de la fiesta y la Octava, cantadas por el coro parroquial, procesión de San José y la Inmaculada Concepción por el recorrido de costumbre, en la noche del primer domingo de agosto, acompañada por la danza de la cintas infantil y adulta del pueblo, los fuegos artificiales, su tradicional "Festival del Pueblo" y la "Noche de Cuentos y Estrellas" en la Ermita Vieja.

## Toponimia
Su nombre alude al término toponímico escobonal, que es un sitio poblado de escobones, debido a la presencia en la zona de la especie endémica Chamaecytisus proliferus.

## Geografía
El núcleo urbano se encuentra a doce kilómetros del casco urbano de Güímar, en la comarca de Agache, alcanzando una altitud de unos 503 m s. n. m., aunque la mayor altitud de la localidad se localiza en la cumbre de Izaña a 2 394 m s. n. m.
El Escobonal cuenta con un centro de educación infantil y primaria, una iglesia parroquial dedicada a san José, un tanatorio y cementerio, una oficina descentralizada del ayuntamiento de Güímar, con un centro cultural, así como con el espacio cultural La Bóveda y el Tagoror Cultural Agache que posee biblioteca y museo, la asociación de mayores San José de Agache, un consultorio médico, una oficina de Correos, un polideportivo municipal, un terrero municipal de lucha canaria, farmacia, entidad bancaria, gasolinera y otros pequeños comercios.
La parte alta de la localidad se halla incluida en el parque natural de la Corona Forestal, poseyendo también superficie del monumento natural del Barranco de Fasnia y Güímar.

## Demografía
| Año        | 2000 | 2005 | 2010 | 2015 | 2020 |
| ---------- | ---- | ---- | ---- | ---- | ---- |
| Habitantes | 862  | 992  | 962  | 902  | 897  |

## Economía
La actividad agrícola es la predominante, ocupando las tres cuartas partes de activo en el cultivo de papas, vid y tomates, siendo estos los que reúnen casi la totalidad de la producción local. 

## Comunicaciones
Se puede acceder al barrio por la carretera general del Sur TF-28 o por la TF-617 que une la localidad con El Tablado y la autopista del Sur TF-1.

### Transporte público
En autobús ―guagua― queda conectada mediante las siguientes líneas de TITSA:
| Línea | Trayecto                                              | Recorrido     |
| ----- | ----------------------------------------------------- | ------------- |
| 033   | Güímar - Fasnia - La Sombrera                         | Horario/Línea |
| 034   | El Tablado - Granadilla de Abona (por Fasnia y Arico) | Horario/Línea |
| 035   | Güímar - Granadilla de Abona (por Fasnia y Arico)     | Horario/Línea |
| 039   | Güímar - Granadilla de Abona (por TF-1 y El Tablado)  | Horario/Línea |